# Artem Baranowski
Artem Mykołajowycz Baranowski, ukr. Артем Миколайович Барановський (ur. 8 sierpnia 1990 w Krasnohoriwce, w obwodzie donieckim) – ukraiński piłkarz, grający na pozycji obrońcy.

## Kariera piłkarska

### Kariera klubowa
Wychowanek Metałurha Donieck i UOR Donieck, barwy których bronił w juniorskich mistrzostwach Ukrainy (DJuFL). Latem 2007 rozpoczął karierę piłkarską w klubie Tytan Donieck. Na początku 2009 został piłkarzem Metałurha Donieck. W lipcu 2015 po rozformowaniu Metałurha przeniósł się do Stali Dnieprodzierżyńsk. W czerwcu 2016 opuścił Stal. 22 lipca 2016 zasilił skład Olimpiku Donieck, w którym grał do 21 stycznia 2017. W latach 2017–2018 bronił barw Istiklolu Duszanbe. 13 lutego 2019 podpisał kontrakt z Szachtiorem Karaganda. 26 stycznia 2020 przeniósł się do FK Buxoro.

## Sukcesy i odznaczenia

### Sukcesy piłkarskie
Metałurh Donieck
- finalista Pucharu Ukrainy: 2012
- finalista Superpucharu Ukrainy: 2012

Istiklol Duszanbe
- mistrz Tadżykistanu: 2017, 2018
- zdobywca Superpucharu Tadżykistanu: 2018